# 维尔沃维尔茨

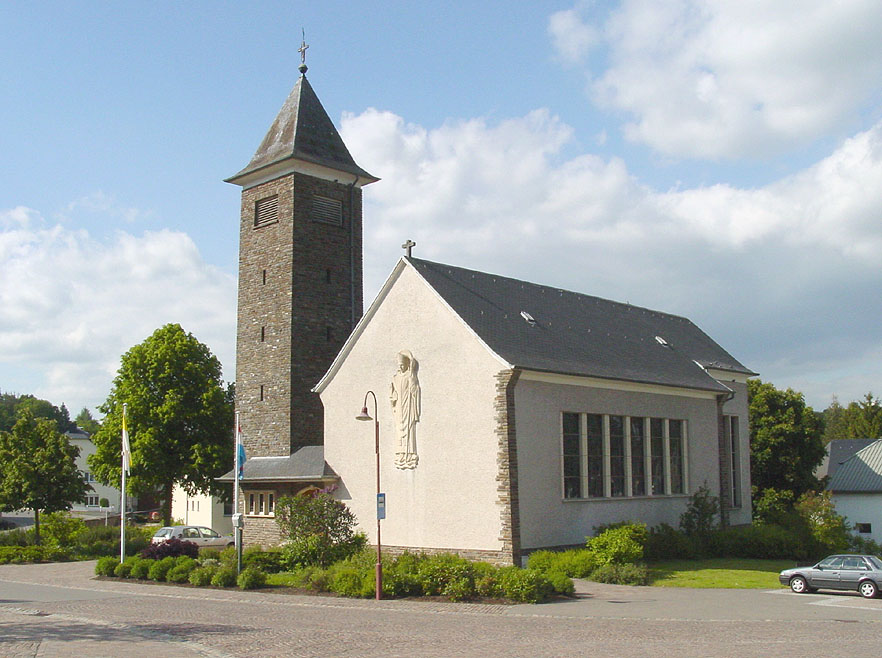
维尔沃维尔茨中心的教堂

维尔沃维尔茨（德语、法语：Wilwerwiltz）是卢森堡的市镇基施佩尔特的一个村庄，位于该国北部。截至2005年，该村人口238。 
2006年1月1日，旧市镇维尔沃维尔茨与考滕巴赫合并为新市镇基施佩尔特，此前维尔沃维尔茨一直是维尔茨县的一个独立的市镇。创立基施佩尔特的法律于2005年7月14日获得通过。 

## 旧市镇
维尔沃维尔茨旧市镇由以下村庄组成： 
- Enscherange
- Lellingen
- Pintsch
- 维尔沃维尔茨